# Гельцер, Фаня Юрьевна
Фаня Юрьевна Гельцер (15 июля 1898, Витебск — 3 июля 1987, Москва) — советский учёный в области сельского хозяйства, кавалер ордена Ленина (1954), ученица В. Р. Вильямса.

## Биография
Выпускница Московской сельскохозяйственной академии.
с 1926 по 1933 год с мужем, Георгием Ивановичем Павловым, работала в Узбекистане, где создала лабораторию севооборотов на Ак-Кавакской опытно-оросительной станции. Активно пропагандировала хлопково-люцерновые севообороты.
С 1933 года — в Москве в Научно-исследовательском институте удобрений (позже ВИУА). С 1944 года зав. лабораторией микробиологии. В 1949 году вместе с лабораторией переведена в Московское отделение ВНИИ сельскохозяйственной микробиологии, позже преобразованное во ВНИИ микробиологических средств защиты растений и бактериальных препаратов.
За успешную работу по организации микоризных питомников, сыгравших важную роль в степном лесоразведении в 1954 году награждена орденом Ленина.
Научные результаты Гельцер вызывают противоречивую оценку специалистов, что, в частности, нашло отражение в отказе диссертационного совета Московской сельскохозяйственной академии им. К. А. Тимирязева в 1960 году присвоить ей учёную степень доктора наук.
В 1964—1965 годах выделила чистую культуру эндофитов, создав стимулирующий препарат, повышавший урожайность и иммунитет растений.
В 1982 году награждена премией им. В. Р. Вильямса за серию работ по проблеме гумуса и структурообразования почв.
У Гельцер было двое детей — Гелий и Татьяна.

## Научные труды
- Гельцер Ф. Ю. Динамика угольной кислоты почвенного воздуха в условиях орошаемого земледения. — Ташкент: Изд-во отд. ОИИВХ, 1930. — 62 с.
- Гельцер Ф. Ю. Влияние способов полива на питательный режим почвы и урожай хлопчатника. — Ташкент: Изд-во НИХИ, 1931. — 32 с.
- Гельцер Ф. Ю., Ласукова Т. П. Влияние клуьтур на плодородие почвы в условиях орошаемого земледелия Средней Азии. Под ред. Л. А. Авербурга, Б. П. Страумала и Б. М. Энтиной. — Ташкент: Тип. «Правда востока», 1934. — 52 с.
- Зеленые удобрения. Под ред. Ф. Ю. Гельцер. — М.-Ташкент, 1934.
- Гельцер Ф. Ю. Значение микроорганизмов в образовании перегноя и прочности структуры почвы. — М.: Сельхозгиз, 1940. — 120 с.
- Гельцер Ф. Ю. Микроорганизмы в сельском хозяйстве. — М.: Сельхозгиз, 1946. — 40 с.
- Пути повышения активности клубеньковых бактерий. Сб. статей. Под ред. Ф. Ю. Гельцер. — М.: Сельхозгиз, 1948. — 112 с.
- Ф. Ю. Гельцер. Симбиоз с микроорганизмами — основа жизни растений. — М.: Изд-во МСХА, 1990. — 134 с. — ISBN 5-7230-0037-3.